# 스핀 닥터
스핀 닥터(spin doctor)는 특정 정치인이나 고위 관료의 최측근에서 그들의 대변인 구실을 하는 사람을 의미한다. 일반적으로 정치지도자나 고위관료들이 몸을 사릴 때 그 측근(스핀 닥터)들이 자신이 마치 정책결정자인 것처럼 이야기하며 언론조작을 서슴지 않고 있는 것이 특징이다.

## 같이 보기
- 뉴스 엠바고
- 보도 지침
- 마이너리티 리포트 사건
- 의제설정 이론
- 스핀 (PR)(영어판)
- 신사협정
- 언론 통제
- 정치 컨설팅
- 파울 요제프 괴벨스
- 스핀 시티